# 吴廷华
吳廷華（1682年—1755年），字中林，號東壁，浙江仁和人。
康熙五十三年（1714年）舉人。雍正三年（1725年）由中書舍人任海防同知，不久通判興化。所至以經學整飭吏事。至臺灣，平定吳福生起義。乾隆初年，開三禮館，全祖望向方苞推薦廷華，入京修三禮。杭世骏自言：“吾经学不如吴东壁”。著有《儀禮章句》十七卷。